# Nikola Jerkan
Nikola Jerkan (Split, 8. prosinca 1964.) je bivši hrvatski nogomtaš i reprezentativac.
Prve nogometne korake napravio je u sinjskom NK Junaku odakle je otišao profesionalno igrati za NK Zagreb. Poslije ga 1983. angažira Dinamo iz Vinkovaca da bi tri godine poslije 1986. upao u oko Hajduku iz Splita i već 1988. zaigrao za prvi sastav i imao dvije uspješne sezone. 1990. prodan je Realu iz Ovieda u Španjolskoj gdje je u svojoj drugoj sezoni proglašen za najboljeg obrambenog igrača La Lige. U ljeto 1996. za odštetu od 1 milijun £ (Funta)  prelazi u Nottingham Forest gdje se nije proslavio jer se nije našao u milosti tadašnjeg menadžera Franka Clarka a ni njegovog nasljednika Dave Bassetta. Nakon toga odlazi na posudbu u Rapid Beč u Austriju gdje provodi sezonu 1997-98., potom praktički pauzira jednu sezonu na klupi Nottinghama a u sezoni 1999. 
prelazi u belgijski Charleroi gdje odigrava zadnje dvije sezone svoje karijere.
Nakon umirovljenja odlazi živjeti u Oviedo gdje je i proveo i najbolje dane svoje nogometne karijere.
Statistika u Hajduku
| Natjecanje        | Nastupi | Zgoditci |
| ----------------- | ------- | -------- |
| Prvenstvo         | 64      | 1        |
| Kup               | 9       | 0        |
| Superkup          | 0       | 0        |
| Međunarodne       | 0       | 0        |
| Splitski podsavez | 0       | 0        |
| Ukupno            | 73      | 1        |
| Prijateljske      | 33      | 12       |
| Sveukupno         | 106     | 13       |

## Reprezentativni nastupi
U razdoblju od 1992. do 1997. nastupao je i za reprezentaciju Hrvatske za koju je ubilježio 31 nastup i jedan gol (protiv Litve u Zagrebu) u kvalifikacijama za Euro 1996. Na Euru 1996 u Engleskoj je igrao u tri utakmice u ulozi središnjeg braniča. U utakmici četvrtfinala 23. lipnja 1996. protiv reprezentacije Njemačke Nikola Jerkan je bio tragičar utakmice jer je najprije skrivio penal igrajući rukom u šesnaestercu (Jurgen Klinsmann realizirao)  da bi ga u drugom poluvremenu prošao protivnički igrač Matthias Sammer uz evidentan prekršaj na Jerkanu i zabio za konačnih 2:1 za Njemačku.
Za hrvatsku reprezentaciju zabio je još jedan gol iz jedanaesterca protiv reprezentacije Maroka na prijateljskom turniru u Casablanci.

## Vanjske poveznice
- Gol za reprezentaciju[neaktivna poveznica]
- Članak:Jerkan u Charleroi[neaktivna poveznica]
- Gol u Casablanci  Arhivirana inačica izvorne stranice od 23. rujna 2008. (Wayback Machine)
- Umirovljenje Nikole Jerkana (fra.)  Arhivirana inačica izvorne stranice od 12. listopada 2008. (Wayback Machine)